# Phelsuma astriata
Phelsuma astriata es una especie de saurópsido escamado de la familia Gekkonidae. Es un endemismo de  Seychelles.
Su hábitat natural son los bosques secos subtropicales o tropicales y los bosques húmedos de tierras bajas. matorrales, plantaciones, jardines rurales, y áreas urbanas.

## Subespecies
Tiene 3 subsepecies de Phelsuma astriata.
- Phelsuma astriata astriata, en las islas Mahé, Praslin, Silhouette, Thérèse, Astove y Fregate.
- Phelsuma astriata semicarinata, en las islas interiores, isla Denis, isla de Arros e isla St. Joseph.
- Phelsuma astriata astovei, en Astove.